# Allemans
Allemans (okzitanisch Alamans) ist ein Ort und eine aus mehreren Weilern (hameaux) und Einzelgehöften bestehende Gemeinde mit 543 Einwohnern (Stand: 1. Januar 2022) im südfranzösischen Département Dordogne in der Region Nouvelle-Aquitaine. Die Bewohner werden Allemansois und Allemansoises genannt.

## Lage
Allemans liegt gut 42 Kilometer (Fahrtstrecke) nordwestlich von Périgueux und circa 50 Kilometer südöstlich von Angoulême in der historischen Provinz Périgord in einer Höhe von ca. 115 m ü. d. M. Das Klima ist gemäßigt und wird gleichermaßen vom Atlantik und von den Bergen des Zentralmassivs beeinflusst. An der nordwestlichen Gemeindegrenze verläuft das Flüsschen Sauvanie, das hier in die Lizonne mündet, die selbst knapp danach die Dronne erreicht.

## Bevölkerungsentwicklung
| Jahr      | 1800 | 1851 | 1901 | 1954 | 1999 | 2013 | 2020 |
| Einwohner | 1362 | 1222 | 910  | 631  | 540  | 559  | 514  |

Der kontinuierliche Bevölkerungsrückgang seit der zweiten Hälfte des 19. Jahrhunderts ist im Wesentlichen auf die Reblauskrise im Weinbau und die zunehmende Mechanisierung der Landwirtschaft sowie den jeweils damit einhergehenden Verlust an Arbeitsplätzen zurückzuführen.

## Wirtschaft
Der Ort und seine Umgebung waren jahrhundertelang landwirtschaftlich geprägt; die meisten Menschen lebten als Selbstversorger von den Erträgen ihrer Felder und Gärten; auch Viehzucht und Weinbau wurden betrieben. Im Ort selbst ließen sich Handwerker, Kleinhändler und Dienstleister aller Art nieder. Seit den 1960er Jahren spielt der Tourismus in Form der Vermietung von Ferienwohnungen (gîtes) eine nicht unbedeutende Rolle im Wirtschaftsleben der Gemeinde.

## Geschichte
Wohl schon in römischer Zeit besiedelt, drangen in der Völkerwanderungszeit die Alemannen bis in diese Gegend vor.
Im Juni 1940 wurde sie von der deutschen Wehrmacht besetzt, die erst vier Jahre später wieder abzog.
Am 27. Juni 1966 stürzte ein Meteorit über der Region ab; fünf Bruchstücke mit einem Gewicht von insgesamt knapp 150 kg wurden auf dem Gemeindegebiet gefunden.

## Sehenswürdigkeiten

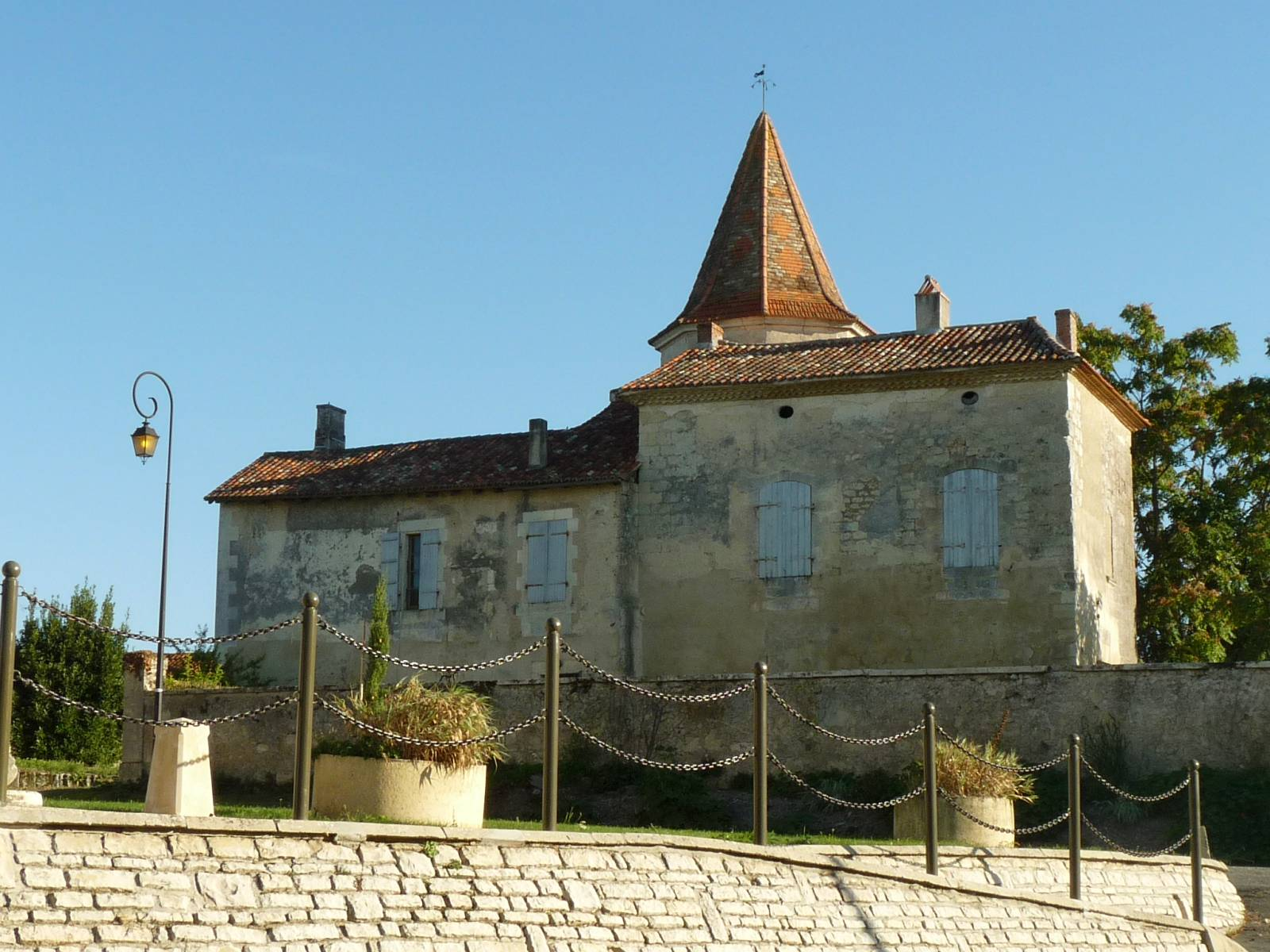
Manoir du Lau

- Die Pfarrkirche Saint-Pierre-aux-liens stammt aus dem 12. Jahrhundert; ihre Einturmfassade mit Laterne im charenteser Stil wurde jedoch Ende des 19. Jahrhunderts hinzugefügt. Das ursprünglich dreijochige Kirchenschiff ist kuppelgewölbt; die später angebauten Querhausarme haben Spitztonnengewölbe. Die flach schließende Apsis endet in einer Drei-Fenster-Stellung. Der Kirchenbau ist seit dem Jahr 1926 als Monument historique eingeschrieben.[3]
- Das hinter der Kirche stehende Manoir du Lau stammt aus dem 16. Jahrhundert und hat einen seitlichen oktogonal gemauerten Treppenturm. Der Bau wird derzeit restauriert.

Umgebung
- Auf dem Gemeindegebiet befinden sich mehrere in Privatbesitz stehende Landgüter (Château de la Rigaudie, Château de Meynard, Manoir de Lémérégie u. a.).[4]

## Persönlichkeiten
- Joseph Morand (1757–1813), General der Revolutionsarmee, wurde in Allemans geboren.